# Jade (nombre)
Jade es un nombre propio proveniente del nombre de la piedra ornamental jade, usada con frecuencia en el arte y en la confección de joyas. El nombre deriva de piedra de la ijada. Una creencia popular afirma que si se ponía una piedra de jade sobre la barriga de los bebés, esta podía curar los cólicos. La piedra tiene un gran valor en Asia. Confucio le atribuía propiedades de pureza, valentía y honestidad. Emperadores chinos fueron enterrados con trajes hechos de dicha piedra porque creían que los haría vivir para siempre.
El nombre ha sido usado tanto para niños como para niñas en Estados Unidos. Jade se quedó con el puesto 113° en la lista de nombres más populares para niñas nacidas en Estados Unidos en 2007 y estuvo entre los 1.000 nombres más comunes para niños en Estados Unidos a mediados de los 90s. Jade ocupó el puesto 232° de los nombres más comunes en Inglaterra y Gales en 2007. A mediados de los 90, Jade entró en el top 25 de nombres más populares de niñas en Inglaterra y Gales. Estuvo también entre los 100 nombres más comunes para niñas en Escocia, Francia, Irlanda, Bélgica, Canadá, Australia, e Irlanda del Norte. Jada, una variante del nombre, se quedó con en el puesto 97° de frecuencia entre las niñas nacidas en Estados Unidos en 2007 y fue el 89° más popular en Columbia Británica en 2006. Jayda, una variante escrita, fue el nombre 262° más popular para niñas nacidas en 2007 en Estados Unidos. Jaden, un nombre popular entre niños y niñas es visto como una variante de Jade.
Jade se ha vuelto cada vez más popular en Francia desde 1990. Fue el 7° nombre más otorgado a niñas recién nacidas en 2005.

## Personas con el nombre

### Mujeres
- Jade Bird (1997), cantautora y compositora británica
- Jade Alleyne (2001), actriz escocesa
- Jade Barbosa (1991), gimnasta brasileña
- Jade Carey (2000), gimnasta estadounidense
- Jade Cole (1979), modelo estadounidense
- Jade Edmistone (1982), nadadora australiana
- Jade Ewen (1988), cantante y actriz británica
- Jade Goody (1981-2009), exconcursante de Gran Hermano Reino Unido
- Jade Jagger (1971), hija de Mick Jagger
- Jade Johnson (1980), saltadora olímpica inglesa
- Jade Kwan (1979), cantante de Hong Kong
- Jade MacRae (1979), cantante australiana
- Jade Raymond (1975), productora canadiense
- Jade Thirlwall (1992), cantante inglesa y miembro de Little Mix
- Jade Villalon (1980), cantante de Sweetbox

### Hombres
- Jade North (1982), jugador de fútbol australiano
- Jade Puget (1973), músico estadounidense

## Personajes ficticios
- Jade, una superheroína de DC Cómics
- Jade, protagonista del videojuego Beyond Good & Evil
- Jade, en los videojuegos Mortal Kombat
- Jade de Fahrenheit (videojuego de 2005)
- Jade Mitchell, de la telenovela australiana Neighbours
- Jade Sutherland, de la telenovela australiana Home and Away.
- Jade Albright de la telenovela británica Hollyoaks.
- Jade West, personaje de la serie Victorious
- Jade, personaje de Shadow Raiders
- Jade, una de las integrantes de las Bratz
- Jade El Adib, de la telenovela brasileña El Clon
- Jade Harley, personaje principal del webcómic Homestuck